# Andrea Giuffredi
Andrea Giuffredi (Parma, 7 febbraio 1965) è un trombettista italiano.

## Biografia
Si è diplomato in tromba nel 1985 presso il Conservatorio Nicolini di Piacenza. Dal 1982 al 2008 ha suonato come prima tromba freelance ospite nelle principali istituzioni lirico sinfoniche italiane, Orchestra RAI di Torino e Milano, Teatro Comunale di Firenze, Teatro Regio di Parma, Teatro alla Scala di Milano, Orchestra sinfonica Arturo Toscanini dell'Emilia-Romagna, Filarmonica Toscanini suonando anche con direttori come Riccardo Muti, Zubin Metha, Seiji Ozawa,.
Come solista ha suonato accompagnato da I Solisti Veneti, dall'Orchestra Sinfonica Siciliana, Orchestra Sinfonica Arturo Toscanini, Radio Orchestra Moscow, Tirana Radio Symphony Orchestra, Krasnoyarsk Symphony Orchestra, Salzburg Chamber Soloist, Taipei Symphony Orchestra,Kaohsiung Symphony Orchestra,Turku Philharmonic Orchestra,Yamagata Symphony Orchestra,Kyushu Symphony Orchestra,Guiyang Symphony Orchestra,Kunming Symphony Orchestra,Guangzhou Symphony Orchestra ,Zhejiang Symphony Orchestra,Hangzhou Philarmonic Orchestra,NCPA Orchestra (Beijing), Cuzco Symphony Orchestra, interpretando e prediligendo uno stile melodico, cantabile all'italiana con arrangiamenti speciali a lui dedicati.
Ha tenuto master class nelle università di Stati Uniti,Cina,Giappone,Taiwan,Tailandia,Germania,Ucraina e nei conservatori Italiani
È stato artista ospite per quattro edizioni della prestigiosa ITG International Trumpet Guild World Conference negli Stati Uniti.
Nel 2006 ha suonato come prima tromba nel tour diretto da Ennio Morricone con l'orchestra Filarmonica della Scala.
Nell'ottobre del 2008 ha suonato in quartetto con Liza Minnelli alla trasmissione di Rai 1, Porta a Porta. Negli Stati Uniti realizza tre album CD per l'etichetta statunitense Summit Records.
Durante il periodo del lockdown dovuto all'epidemia di COVID-19, pubblica su YouTube la serie di video didattico musicali Play With Me totalizzando circa 60 milioni di visualizzazioni.
Nel 2022 collabora con l'azienda CarolBrass per la produzione di un modello di tromba che porta il suo nome.
Nel 2023 pubblica per la Marcophon l'album Rumba of Love, e la pubblicazione della sua Collection di arrangiamenti spartiti musicali con la casa editrice Svizzera EMR Editions Marc Reift.
Dal 1993 ad oggi è docente di tromba presso la Civica Scuola di Musica Claudio Abbado di Milano. È fratello del clarinettista Corrado Giuffredi.

## Discografia

### Come solista
- 2002 "Forme d'arte" Summit Records, DCD-315[9]
- 2005 "L'anacoreta " Summit Records, DCD-392[9]
- 2008 "Tribute to Luciano Pavarotti", Summit Records, DCD-499[9]
- 2018 "Cuore e Passione"
- 2023 "Rumba of Love" Marcophon CD 7522

### Come solista ospite
- 1999 Litfiba - album "Infinito" brano "Il mio corpo che cambia", EMI
- 2000 Nek - album "La vita è" brano "pieno di energia", WEA Italia[10]
- 2014- Cesare Cremonini album "Logico" brano " Se c'era una volta l'amore"

## Partecipazioni televisive
- 1995/96: Canale 5, Buona Domenica
- 2000: Rai, Pavarotti & Friends
- 2008: RAI UNO, Porta a Porta, solista in quartetto con Liza Minnelli
- 2015: RAI TRE, Che Tempo Che Fa solista con Cesare Cremonini